# Nymphon aemulum
Nymphon aemulum is een zeespin uit de familie Nymphonidae. De soort behoort tot het geslacht Nymphon. Nymphon aemulum werd in 1975 voor het eerst wetenschappelijk beschreven door Stock. 